# 20 Fenchurch Street
20 Fenchurch Street – wieżowiec w londyńskim City, zlokalizowany przy Fenchurch Street. Budynek ma charakterystyczną rozszerzającą się ku górze sylwetkę, której zawdzięcza swoją potoczną nazwę – Walkie-Talkie. Parter budynku, o powierzchni około 1600 m², przeznaczony jest pod działalność handlową. Na wyższych kondygnacjach znajduje się przestrzeń biurowa. Na trzech najwyżej położonych piętrach znajduje się publicznie dostępny ogród i obiekty gastronomiczne.
Zbudowany w latach 2009–2014 biurowiec liczy 160 m wysokości i 38 kondygnacji – 36 nad poziomem terenu i dwie podziemne. W 2019 roku był to 13. pod względem wysokości budynek w Londynie, a 14. w Wielkiej Brytanii. Jego projektantem był urugwajski architekt Rafael Viñoly.
Stylistyka wieżowca spotkała się z mieszanymi reakcjami londyńczyków i specjalistów branżowych. W 2015 roku biurowiec został laureatem nagrody Carbuncle Cup, przyznawanej corocznie przez czasopismo architektoniczne Building Design „najbrzydszemu budynkowi w Wielkiej Brytanii”.
W 2013 roku nieukończony jeszcze wieżowiec stał się przedmiotem nagłośnionego medialnie incydentu. Południowa fasada przeszklonego budynku odbijała światło słoneczne, kierując je skoncentrowane na okoliczne ulice, topiąc elementy karoserii zaparkowanych samochodów, przypalając asortyment na wystawach sklepowych i wyrządzając innego rodzaju szkody. By temu zapobiec na oknach wieżowca wkrótce zainstalowano łamacze świateł.
Od 2017 roku właścicielem wieżowca jest hongkoński konglomerat Lee Kum Kee, który zakupił go od poprzedniego właściciela za kwotę £1,3 mld.